# Люблинянка
«Люблинянка» (пол. Lublinianka) — польский футбольный клуб из города Люблин. Выступает в четвёртой лиге.
Клуб был основан в 1921 году. В сезонax 1925 и 1926 команда играла в чемпионате Польши по футболу. Первым заметным успехом команды после войны стал выход во Вторую лигу в 1948 году. В 1963 году тренером команды стал Казимеж Гурский. Домашние матчи «Люблинянка» проводит на стадионе на Веняве (район Люблинa), вмещающем 440 зрителей.

## Прежние названия
(1921) Wojskowy Klub Sportowy Lublin
(1923) Klub Sportowy Lublinianka
(1926) Wojskowy Klub Sportowy Unia Lublin
(1944) Wojskowy Klub Sportowy Lublinianka
(1950) Okręgowy Wojskowy Klub Sportowy Lublin
(1953) Garnizonowy Wojskowy Klub Sportowy Lublin
(1954) Ogniwo Lublin
(1954) Wojskowy Klub Sportowy Lublinianka
(1994) Klub Sportowy Lublinianka
(2011) Klub Sportowy Lublinianka-Wieniawa
(2013) Klub Sportowy Lublinianka

## Достижения
- Четвертьфинал кубка Польши — 1969/1970.

## Известные игроки
- Томаш Бжиский
- Якуб Вершховский
- Владислав Круль
- Аркадиуш Онышко
- Владислав Сопорек